# あかり (タレント)
あかり（1998年8月14日 - ）は、日本の元女性タレント。本名、寺田 朱里 エステル（てらだ あかり エステル、Terada Akari Estelle）。別名義、寺田 朱里。
クロアチア共和国ザグレブ出身の帰国子女。ジールアソシエイツに所属していた。
フランス人の父と日本人の母の間に生まれたハーフ。好きな物は爬虫類全般。家族構成は父、母、姉。

## 略歴
- 2003年 - 芸能界デビュー。
- 2010年 - NHK教育『天才てれびくんシリーズ』にてれび戦士として3年間出演。
- 2015年 - ジールアソシエイツを退所。
- 2021年11月28日 - 鎮西寿々歌のYouTubeチャンネル「おすずのあいまいにぃ〜」の生配信にて電話出演した。

## 出演

### テレビドラマ
- いちばん暗いのは夜明け前（2005年、テレビ東京）コトギ 役

### バラエティ
- 天才てれびくんシリーズ（NHK教育テレビ→NHK Eテレ） - てれび戦士
  - 天才てれびくんMAX（2010年3月29日 - 2011年4月7日） - 寺田 朱里 エステル名義
  - 大!天才てれびくん（2011年4月11日 - 2013年3月28日） - 寺田 朱里名義

### CM
- 積水ハウス（2003年）
- ダイワハウス（2006年）広告
- バンダイ、ハルミカ コーデチュール（2009年）

### 舞台
- 熱海殺人事件（2013年）若い頃の水野朋子婦人警官 役

### イベント
- 尾崎商事ファッションショー

## 書籍

### 雑誌連載
- 小学五年生（小学館）
- Kids Style（2005年、オリコン・エンタテインメント）モデル
- ニコ☆プチ（2009年、新潮社）モデル